# Storträsket (sjö i Kristinestad, Österbotten)
Storträsket är en sjö i kommunen Kristinestad i landskapet Österbotten i Finland. Sjön ligger 6,9 meter över havet. Arean är 83 hektar och strandlinjen är 10 kilometer lång. Sjön  ingår i Bottenhavets kustområde.   Den ligger omkring 110 kilometer söder om Vasa och omkring 290 kilometer nordväst om Helsingfors. 